# Jantar (Schiff)
Die Jantar (russisch Янтарь für Bernstein) ist ein Spezialschiff der russischen Nordflotte.
Das Aufklärungsschiff wurde auf der Jantar-Werft in Kaliningrad gebaut und 2015 in Dienst gestellt.
Die Jantar kann als Mutterschiff für zwei Kleinst-U-Boote (je ein Projekt 16810 und Projekt 16811) dienen. Westliche Experten verdächtigen das Schiff der Ausspionierung von Unterseekabeln. 2015 kreuzte die Jantar vor dem US-Stützpunkt Guantanamo, im Oktober 2016 vor der Küste Syriens und im August 2021 vor der Küste Irlands, jeweils in unmittelbarer Nähe zu Unterseekabeln. Im November 2024 fuhr das Schiff wieder in die Irische See und kreuzte im Bereich von Unterseekabeln im Seegebiet vor Cork sowie zwischen Dublin und der Isle of Man, nachdem es zuvor zusammen mit der russischen Fregatte Admiral Golowko westgehend den Ärmelkanal passiert hatte.
Im März 2017 barg das Schiff geheime Geräte an Bord zweier abgestürzter russischer Kampfflugzeuge vor der syrischen Küste. Ab November 2017 beteiligte es sich an der Suche nach dem vermissten argentinischen U-Boot San Juan im Südatlantik.
Unbewaffnete Aufklärungsschiffe dieser Klasse werden von der russischen Marine als OIS (russisch океанографическое исследовательское судно, d. h. „ozeanographisches Forschungsschiff“) bezeichnet.